# Junge Welt-Pokal 1986/87
Der Junge Welt-Pokal 1986/87 war die 39. Auflage des höchsten Fußball-Pokalwettbewerbs der Altersklasse 17/18 auf dem Gebiet der DDR, der vom DFV durchgeführt wurde. Er begann am 9. September 1986 mit der Hauptrunde und endete am 30. Mai 1987 mit dem Sieg vom Berliner FC Dynamo (Pokalsieger 1966 und 1967), der im Finale gegen den 1. FC Lokomotive Leipzig gewann.

## Teilnehmende Mannschaften
Am Junge Welt-Pokal der Junioren für die Altersklasse (AK) 17/18 nahmen die Pokalsieger aus der Saison 1985/86 der 15 Bezirke auf dem Gebiet der DDR, die 14 Mannschaften der Juniorenoberliga aus der aktuellen Saison 1986/87 und die zwei Absteiger aus der Vorsaison 1985/86 teil. Spielberechtigt waren Spieler bis zum 18. Lebensjahr (Stichtag: 1. Juni 1968).
Für den Junge Welt-Pokal qualifizierten sich neben den Mannschaften der Juniorenoberliga, folgende fünfzehn Bezirkspokalsieger bzw. dessen Vertreter:
| Juniorenoberliga | Bezirkspokalvertreter | Bezirkspokalvertreter | Bezirkspokalvertreter |
| --- | --- | --- | --- |
| Saison 1986/87 - FC Karl-Marx-Stadt - 1. FC Magdeburg - SG Dynamo Dresden (TV) - 1. FC Lokomotive Leipzig - Berliner FC Dynamo - 1. FC Union Berlin - FC Rot-Weiß Erfurt - FC Vorwärts Frankfurt/O. - FC Carl Zeiss Jena - BSG Wismut Aue - BSG Stahl Brandenburg - BSG Stahl Riesa - BSG Energie Cottbus - BSG Fortschritt Bischofswerda Saison 1985/86 - F.C. Hansa Rostock - BSG Sachsenring Zwickau (TV) – Titelverteidiger | - Bezirk Rostock BSG KKW Greifswald - Bezirk Schwerin SG Dynamo Schwerin - Bezirk Neubrandenburg BSG Post Neubrandenburg - Bezirk Potsdam BSG Stahl Brandenburg II - Ost-Berlin BSG Rotation Berlin | - Bezirk Frankfurt (Oder) BSG Chemie PCK Schwedt - Bezirk Magdeburg TuS Fortschritt Magdeburg - Bezirk Halle Hallescher FC Chemie - Bezirk Leipzig BSG Chemie Leipzig - Bezirk Cottbus BSG Chemie “W.-P.-St.” Guben | - Bezirk Dresden BSG Motor Bautzen - Bezirk Karl-Marx-Stadt BSG Motor Ascota Karl-Marx-Stadt - Bezirk Erfurt BSG Motor Nordhausen - Bezirk Gera BSG Wismut Gera - Bezirk Suhl BSG Stahl Bad Salzungen |

## Modus
Der Pokalwettbewerb wurde von der Hauptrunde bis zum Finale im K.-o.-System durchgeführt und jeweils nach möglichst territorialen Gesichtspunkten ausgelost. In den ersten zwei Runden hatten die unterklassigen Mannschaften Heimvorteil. Das Finale wurde auf neutralem Platz ausgetragen.

## Hauptrunde
| Datum                 |                                  | Ergebnis  |                               |
| --------------------- | -------------------------------- | --------- | ----------------------------- |
| So 21.09., 13:00 Uhr  | BSG Stahl Bad Salzungen          | 1:7       | FC Rot-Weiß Erfurt            |
| So 21.09., 13:00 Uhr  | SG Dynamo Schwerin               | 3:5 n. V. | F.C. Hansa Rostock            |
| So 21.09., 13:00 Uhr  | BSG Stahl Brandenburg II         | 1:4       | 1. FC Magdeburg               |
| So 21.09., 13:00 Uhr  | BSG Post Neubrandenburg          | 2:4       | 1. FC Union Berlin            |
| Di 0.9.09., 17:00 Uhr | TuS Fortschritt Magdeburg        | 2:3       | BSG Stahl Brandenburg         |
| So 21.09., 13:00 Uhr  | BSG Chemie Leipzig               | 5:2       | BSG Fortschritt Bischofswerda |
| So 21.09., 13:00 Uhr  | BSG Motor Ascota Karl-Marx-Stadt | 1:8       | FC Carl Zeiss Jena            |
| Sa 20.09., 12:45 Uhr  | Hallescher FC Chemie             | 6:1       | BSG Sachsenring Zwickau       |
| So 21.09., 13:00 Uhr  | BSG Chemie PCK Schwedt           | 0:6       | Berliner FC Dynamo            |
| So 21.09., 13:00 Uhr  | BSG Wismut Gera                  | 1:4       | FC Karl-Marx-Stadt            |
| So 21.09., 13:00 Uhr  | BSG Motor Bautzen                | 1:4       | BSG Wismut Aue                |
| So 21.09., 13:00 Uhr  | BSG Chemie “W.-P.-St.” Guben     | 0:2 n. V. | BSG Stahl Riesa               |
| Sa 20.09., 12:45 Uhr  | BSG Rotation Berlin              | 0:8       | BSG Energie Cottbus           |
| So 21.09., 13:00 Uhr  | BSG KKW Greifswald               | 2:6       | FC Vorwärts Frankfurt/O.      |
| So 21.09., 13:00 Uhr  | BSG Motor Nordhausen             | 0:3       | 1. FC Lokomotive Leipzig      |

Durch ein Freilos zog die SG Dynamo Dresden direkt in das Achtelfinale ein.

## Achtelfinale
| Datum                |                          | Ergebnis              |                          |
| -------------------- | ------------------------ | --------------------- | ------------------------ |
| Sa 11.10., 13:00 Uhr | 1. FC Lokomotive Leipzig | 2:1                   | BSG Stahl Riesa          |
| Sa 11.10., 11:00 Uhr | BSG Chemie Leipzig       | 2:1                   | FC Rot-Weiß Erfurt       |
| Sa 11.10., 13:00 Uhr | 1. FC Magdeburg          | :                     | FC Vorwärts Frankfurt/O. |
| Sa 11.10., 11:00 Uhr | Hallescher FC Chemie     | 4:4 n. V. (4:2 i. E.) | SG Dynamo Dresden        |
| Sa 11.10., 13:00 Uhr | FC Karl-Marx-Stadt       | 2:0                   | FC Carl Zeiss Jena       |
| Sa 11.10., 13:00 Uhr | BSG Stahl Brandenburg    | 2:2 n. V. (3:5 i. E.) | BSG Wismut Aue           |
| Sa 11.10., 13:00 Uhr | F.C. Hansa Rostock       | 2:1                   | 1. FC Union Berlin       |
| Sa 11.10., 13:00 Uhr | Berliner FC Dynamo       | 3:0                   | BSG Energie Cottbus      |

## Viertelfinale
| Datum                |                          | Ergebnis              |                          |
| -------------------- | ------------------------ | --------------------- | ------------------------ |
| Sa 08.11., 13:00 Uhr | 1. FC Lokomotive Leipzig | 2:1 n. V.             | FC Karl-Marx-Stadt       |
| Sa 08.11., 13:00 Uhr | Berliner FC Dynamo       | 3:1                   | BSG Chemie Leipzig       |
| Sa 08.11., 13:00 Uhr | BSG Wismut Aue           | 1:1 n. V. (5:4 i. E.) | FC Vorwärts Frankfurt/O. |
| Sa 08.11., 11:00 Uhr | F.C. Hansa Rostock       | 3:1                   | Hallescher FC Chemie     |

## Halbfinale
| Datum                |                          | Ergebnis |                    |
| -------------------- | ------------------------ | -------- | ------------------ |
| Sa 21.03., 13:00 Uhr | F.C. Hansa Rostock       | 1:2      | Berliner FC Dynamo |
| Sa 21.03., 13:00 Uhr | 1. FC Lokomotive Leipzig | 2:0      | BSG Wismut Aue     |

## Finale
| Paarung                  | Berliner FC Dynamo – 1. FC Lokomotive Leipzig |
| Ergebnis                 | 1:0 (1:0) |
| Datum                    | Samstag, 30. Mai 1987 um 14.30 Uhr |
| Stadion                  | Stadion „7. Oktober“, Bad Salzungen |
| Zuschauer                | 1200 |
| Schiedsrichter           | Karl-Heinz Gläser (Breitungen) |
| Tore                     | 1:0 Barczyk (29.) |
| Berliner FC Dynamo       | Andreas Nofz – Jörn Lenz – Jens-Uwe Zöphel, Hendrik Herzog, Thomas Grabow – Thorsten Boer (81. Jörg Buder), Dirk Stammann (88. Frank Hilgert), Heiko Nowak – Karsten Merkel, Henry Ortmann (76. Jan Wehrmann), Mario Barczyk Cheftrainer: Peter Rohde / Wolfgang Filohn |
| 1. FC Lokomotive Leipzig | Ingo Saager – Jens Härtel – Dirk Majetschak, Sven Trappschuh, Dirk Erler – Robby Bauer, Paske (64. Sven Tischoff), Mike Geppert, Jens Wiedemann (82. Marcel Neutsch) – Uwe Rösler, Heiko Woyda (64. Uwe Kasper) Cheftrainer: Bernd Kirsche / Jörg Seydler               |
| Gelbe Karten             | Herzog – Geppert |